# アントニー・ロドリーグ
アントニー・ロドリーグ（Anthony Rodriguez　1979年11月4日 - ）は、フランスのオルレアン出身の柔道選手。階級は81kg級。身長179cm。

## 人物
1998年のヨーロッパジュニア73kg級で2位になった。2002年のワールドカップ国別団体戦では3位だった。2004年にはフランス国際で優勝するが、アテネオリンピックには出場できなかった。2005年の世界選手権では5位だった。2006年のワールドカップ国別団体戦では3位だった。2007年にリオデジャネイロで開催された世界選手権では決勝まで進むも、地元ブラジルのティアゴ・カミロに敗れたが銀メダルを獲得した。しかしながら、2008年の北京オリンピックでは初戦で敗れてメダルを獲得できなかった。

## 主な戦績
- 1998年 - ヨーロッパジュニア　73kg級　2位
- 2002年 - フランス国際　3位
- 2002年 - ワールドカップ国別団体戦　3位
- 2004年 - フランス国際　優勝
- 2005年 - 世界選手権　5位
- 2006年 - ワールドカップ国別団体戦　3位
- 2007年 - 世界選手権　2位